# مقاطعة شفت
مقاطعة شفت (بالفارسية: شهرستان شفت) هي إحدى مقاطعات محافظة غيلان في إيران. عاصمة المقاطعة هي شفت. حسب تعداد 2006، بلغ عدد السكان 63,375 في 16,466 عائلة.